# Qingheiit
Qingheiit ist ein sehr selten vorkommendes Mineral aus der Mineralklasse der „Phosphate, Arsenate und Vanadate“ mit der idealisierten chemischen Zusammensetzung Na2MnMgAl(PO4)3 und ist damit chemisch gesehen ein Natrium-Mangan-Magnesium-Aluminium-Phosphat. In natürlichen Qingheiiten kann allerdings ein Teil des Mangans durch Magnesium und/oder Eisen sowie auch ein Teil des Aluminiums durch Eisen ersetzt (substituiert) sein, sodass die Formel in verschiedenen Quellen in der Form Na2(Mn2+,Mg,Fe2+)2(Al,Fe3+)(PO4)3 angegeben wird.
Qingheiit kristallisiert im monoklinen Kristallsystem und entwickelt tafelige bis kurzprismatische Kristalle, findet sich aber meist in Form durchscheinender, unregelmäßiger Körner bis etwa vier Millimeter Größe. Das Mineral ist von jadegrüner bis gelblichgrüner Farbe, hat eine gelblichgrüne Strichfarbe und zeigt auf den Oberflächen einen glasähnlichen Glanz.

## Etymologie und Geschichte
Erstmals entdeckt wurde Qingheiit in einem unbenannten, muskovitreichen Pegmatit nahe Qinggil (chinesisch 青河县, Pinyin Qīnghé Xiàn) im Uigurischen Autonomen Gebiet Xinjiang der Volksrepublik China. Die Erstbeschreibung erfolgte 1983 durch Ma Zhesheng, Shi Nicheng und Peng Zhizhong, die das Mineral nach dessen Typlokalität benannten.
Ein Aufbewahrungsort für das Typmaterial des Minerals ist nicht bekannt.

## Klassifikation
Bereits in der veralteten, aber teilweise noch gebräuchlichen 8. Auflage der Mineralsystematik nach Strunz gehörte der Qingheiit zur Mineralklasse der „Phosphate, Arsenate und Vanadate“ und dort zur Abteilung der „Wasserfreien Phosphate [PO4]3−, ohne fremde Anionen“, wo er zusammen mit Alluaudit, Arseniopleit, Bobfergusonit, Ferroalluaudit, Ferrohagendorfit, Ferrorosemaryit, Ferrowyllieit, Hagendorfit, Karyinit, Maghagendorfit, Rosemaryit, Varulith und Wyllieit die „Alluaudit-Gruppe“ mit der System-Nr. VII/A.06 bildete.
Die seit 2001 gültige und von der International Mineralogical Association (IMA) verwendete 9. Auflage der Strunz’schen Mineralsystematik ordnet den Qingheiit ebenfalls in die Abteilung der „Phosphate usw. ohne zusätzliche Anionen; ohne H2O“ ein. Diese ist allerdings weiter unterteilt nach der relativen Größe der beteiligten Kationen, so dass das Mineral entsprechend seiner Zusammensetzung in der Unterabteilung „Mit mittelgroßen und großen Kationen“ zu finden ist, wo es nur noch zusammen mit Bobfergusonit, Ferrorosemaryit, Ferrowyllieit, Rosemaryit und Wyllieit die „Wyllieitgruppe“ mit der System-Nr. 8.AC.15 bildet.
Auch die vorwiegend im englischen Sprachraum gebräuchliche Systematik der Minerale nach Dana ordnet den Qingheiit in die Klasse der „Phosphate, Arsenate und Vanadate“ und dort in die Abteilung der „Wasserfreie Phosphate etc.“ ein. Hier ist er in der „Alluaudit-Wyllieitgruppe (Wyllieit-Untergruppe)“ mit der System-Nr. 38.02.04 innerhalb der Unterabteilung „Wasserfreie Phosphate etc., (A+B2+)5(XO4)3“ zu finden.

## Kristallstruktur
Qingheiit kristallisiert monoklin in der Raumgruppe P21/n (Raumgruppen-Nr. 14, Stellung 2) mit den Gitterparametern a = 11,86 Å; b = 12,41 Å; c = 6,42 Å und β = 114,4° sowie zwei Formeleinheiten pro Elementarzelle.

## Bildung und Fundorte
An seiner Typlokalität Qinggil in China bildet sich Qingheiit in muskovitreichem Pegmatit mit angrenzendem Biotit-Plagioklas-Gneis, Schiefer und Migmatit, wo er neben Muskovit vorwiegend in Paragenese mit Braunit, Mikroklin, Perthit, Pyrolusit und Quarz auftritt.
Des Weiteren fanden M. Łodziński und M. Sitarz 2009 Qingheiit zusammen mit Willieit, Ferrowyllieit, Rosemaryit und Simferit im sogenannten „Góry Sowie Block“ bei Michałkowa (Michelsdorf), einem Nachbarort von Jugowice im Powiat Wałbrzyski in der polnischen Woiwodschaft Niederschlesien, wo unter anderem auch Maneckiit erstmals entdeckt wurde. Die Funde von Łodziński und Sitarz wurden allerdings noch nicht durch eine chemische Analyse per Röntgendiffraktion bestätigt.
Der bisher einzige weitere bekannte Fundort (Stand 2018) für Qingheiit sind die „Santa Ana“-Pegmatite im Departamento Coronel Pringles in der argentinischen Provinz San Luis, wo das Mineral mit Beusit und Lithiophilit vergesellschaftet auftritt.